# Смітфілд (Нью-Йорк)
Смітфілд (англ. Smithfield) — місто (англ. town) в США, в окрузі Медісон штату Нью-Йорк. Населення — 1127 осіб (2020).

## Демографія
Згідно з переписом 2010 року, у місті мешкало 1288 осіб у 476 домогосподарствах у складі 346 родин. Було 515 помешкань
Расовий склад населення:
| - 96,3 % — білих - 1,0 % — азіатів - 0,9 % — чорних або афроамериканців - 0,2 % — корінних американців |

До двох чи більше рас належало 1,6 %. Частка іспаномовних становила 1,2 % від усіх жителів.
За віковим діапазоном населення розподілялося таким чином: 24,9 % — особи молодші 18 років, 64,8 % — особи у віці 18—64 років, 10,3 % — особи у віці 65 років та старші. Медіана віку мешканця становила 40,2 року. На 100 осіб жіночої статі у місті припадало 101,6 чоловіків;  на 100 жінок у віці від 18 років та старших — 102,7 чоловіків також старших 18 років.
Середній дохід на одне домашнє господарство  становив 77 927 доларів США (медіана — 65 625), а середній дохід на одну сім'ю — 85 521 долар (медіана — 74 250). Медіана доходів становила 43 021 долар для чоловіків та 36 307 доларів для жінок. За межею бідності перебувало 6,4 % осіб, у тому числі 6,9 % дітей у віці до 18 років та 12,2 % осіб у віці 65 років та старших.
Цивільне працевлаштоване населення становило 761 особа. Основні галузі зайнятості: освіта, охорона здоров'я та соціальна допомога — 21,8 %, будівництво — 15,9 %, виробництво — 15,1 %.